# 安徽省心脑血管医院
安徽省心脑血管医院，又称安徽省立医院南区、中国科学技术大学附属第一医院南区，位于中华人民共和国安徽省合肥市，为三级甲等综合性医院。2010年12月一期正式开诊，安徽省立医院的神经外科、神经内科、心脏大血管外科、心血管内科、康复医学科搬迁至此，同时安徽省脑立体定向神经外科研究所、安徽省心血管病研究所等研究机构亦进驻院区。2017年12月二期开诊，至此安徽省心脑血管医院总建筑面积达33.29万平方米，开放床位近2000张。

## 科室介绍
安徽省心脑血管医院共开设21个临床科室，分别为普外科、眼科、耳鼻咽喉科、心脏外科、心血管内科、胸外科、神经外科、神经内科、儿科、骨科、康复医学科、消化内科、内分泌科、肿瘤化疗科、干部病房、妇产科、ICU、CCU、麻醉、急诊科、呼吸内科、肾脏内科、皮肤科、泌尿外科、风湿免疫科、血液内科，其中神经外科为国家重点专科，心血管内科和心脏外科为安徽省重点专科，神经内科为安徽省发展学科。